# Daniel Díaz (calciatore 1948)
Daniel Orlando Díaz Muñoz (Santiago del Cile, 7 agosto 1948) è un ex calciatore cileno, di ruolo difensore.

## Carriera

### Club
Ha giocato nella massima serie cilena con Universidad Católica, Huachipato, Colo-Colo e Rangers de Talca.

### Nazionale
Con la nazionale cilena ha preso parte alla Copa América 1975.

## Palmarès

### Club

#### Competizioni nazionali
- Campionato cileno: 2

Colo-Colo: 1979, 1981
- Copa Chile: 1

Colo-Colo: 1981